# Anaerosomatales
Anaerosomatales es un orden de bacterias grampositivas de la clase Coriobacteriia. Fue descrito en el año 2023.Actualmente  (2024) contiene una sola familia (Anaerosomataceae) y dos géneros. Son bacterias anaerobias estrictas e inmóviles. Catalasa y oxidasa positivas. Se han aislado en lodos y aguas. 

## Taxonomía
Actualmente contiene una familia y dos géneros:
- Género Anaerosoma: Anaerosoma tenue
- Género Parvivirga: Parvivirga hydrogeniphila